# Хаяли, Мирза Иса
Мирза Иса Хаяли (азерб. Mirzə İsa Xəyali; 1850, Ардебиль, Азербайджан, Каджарское государство — 1917, Ленкорань, Ленкоранский уезд, Бакинская губерния, Российская империя) — азербайджанский поэт XIX века, участник общества «Фёвджул-фюсаха».

## Биография
Мирза Иса Хаяли родился в 1850 году в Ардебиле в семье менялы Хаджи Мухаммедрахима. Начальное образование он получил в родном городе, здесь же обучился арабскому и персидскому языкам и основам классической восточной поэзии. После смерти отца между Мирза Исой и братьями случился раздор при дележе наследия, поэтому, в 1871 году он переехал в Ленкорань и женился. В Ленкорани Хаяли работал на лесопилке, в магазине, был учителем. Из-за финансовых трудностей он переезжает в Баку и некоторое время продаёт нефть, а затем работает учителем. Это не помогает обеспечивать семью, поэтому Мирза Иса отправляется в Мерв работать на новой железной дороги. Оттуда поэт едет в Ашхабад. Там он берёт в долг у друга своего отца и занимается разменом денег. Не найдя выгоды, в итоге возвращается в Ленкорань. Здесь при финансовой помощи своего шурина Мухаммеда Фаталиева, открывает мануфактурный магазин и до конца жизни работает там. Мирза Иса Хаяли скончался в Ленкорани в 1917 году и был похоронен на новом кладбище в квартале Кичик Базар.

## Творчество
Мирза Иса имел тесные связи с интеллигенцией Ленкорани и был членом литературного общества «Фёвджул-фюсаха». Также дружил Мирза Исмаилом Гасиром и обмеривался с ним стихами. Хаяли написал несколько книг на азербайджанском и персидском языках. Известны его такие стихотворения, как «Elədi» («Сделал»), «Uzaq» («Далеко»), «Məni» («Меня»), «Eyləyibsən» («Сделал (ты)»), «Arasında» («Между»), «Səbəbi-təlifi-kitabi-Xəyaliyyət» («Причина поэзии Хаяли»), «İran əhlinin tənbih və nəsihətinə» («Наказание и наставление жителям Ирана»), «Əhli-İranın məzəmmətinə» («Порицание жителей Ирана»), «Əhvalati-vəliəhdi-Yapon» («Повествование о японском наследнике»), «İtaliyalı qarının vəsiyyəti» («Завещание итальянки»), «Dər müqəddimeyi-əncümən» («Дверь повествования собрания») и другие. Несправедливость, которую он видел на каждом шагу в обществе, в котором жил, его жалобы на бедность, критика экономической и культурной отсталости Ирана, отсутствие мудрости у руководителей каджарской монархии, продвижение науки, знаний, трудолюбия и добрые дела составляют основную тему и идейное содержание стихов Хаяли.